# 北关东连续幼女诱拐杀人事件
北關東連續幼女誘拐殺人事件是指自1979年以來，發生在栃木縣與群馬縣的一系列綁架殺人事件，至今該案仍未被破獲，其中包括被視為冤案的足利事件。

## 概況
自1979年以來，日本關東地區發生了一系列綁架殺人事件，其中包含四起針對幼女的綁架殺人案件與一起疑似有關的幼女綁架失蹤案件。這五起案件均發生在栃木縣與群馬縣交界處的群馬縣太田市與栃木縣足利市。其中三起案件的受害者遺體被發現在流經足利市的渡良瀬川沿岸，故此亦被稱為「足利連續幼女誘拐殺人事件」。
這幾起事件的共同點如下：
- 作案对象都是女童。
- 其中三起案件发生在弹珠游戏厅。
- 其中三起案件的被害人尸体都在河边被发现。
- 案件几乎均在周末等节假日發生。
- 案发现场无人目击到哭泣的女童。[5]

目前這五起案件均未偵破，兇犯尚未被查清逮捕。然而除第五起案件外，其他四起案件的追訴時效均已到期。與其他四起案件不同的是，介於足利事件最終變為冤假錯案，原針對當事人菅家利和的起訴適用日本《刑事诉讼法》第二百五十四条第二项规定，也就是其訴訟時效尚未到期，故此仍然可以繼續追查。

## 相關案件

### 福島萬彌事件
1979年8月3日，栃木縣足利市的福岛万弥（5歲）在自家旁邊的出雲神社遊玩時失蹤，六天後（8月9日）她的遺體在渡良瀬川河岸的蘆葦叢中被人發現。發現時她的遺體全身赤裸，被裝在一個特製的書包中。

### 長谷部有美案件
1984年11月17日，栃木縣足利市的长谷部有美（5歲）在彈珠店失蹤，1986年3月8日，她的骸骨在距離自家1.7公里的農田中被發現。

### 大泽朋子案件
1987年9月15日，群馬縣新田郡大島町（現大田市）的大澤朋子（8歲）在家附近的公園失蹤。案發次年的11月27日，警方在利根川河床上發現了部分骸骨。

### 足利案件
1990年5月12日，栃木縣足利市的松田真实（4歲）在當地國道附近的彈珠店失蹤，次日清晨她的遺體在渡良瀨川河边的沙洲被發現。次年12月2日，校車司機菅家利和被警方指控為足利事件的兇手，當時警方使用DNA比對技術將菅家與疑似兇犯的DNA進行比對，結果為兩者一致，菅家利和被判處無期徒刑。
但事後經日本電視台記者清水潔調查指出，警方在調查期間隱瞞對嫌疑人有利的證詞，存在刑訊逼供、隱藏並銷毀部分證據、嫌疑人自供與證人口供存在矛盾等情況，且當時警方使用的MCT118法存在重大技術問題，結果重複率非常高，存在冤假錯案的可能性極大。最終經多方呼籲推動，警方於2009年使用新技術進行了第二次DNA比對，結果表明菅家利和並非該案真兇，菅家利和得以平反。然而真兇至今仍未被抓獲。

### 横山由佳梨事件
1996年7月7日，群馬縣大田市的横山由佳梨（4歲）在彈珠店失蹤。這起事件是這幾起事件中唯一在現場有監視器攝錄的，但因當事人至今仍未被找到，該案被定性為失蹤案件。